# محمد حبيبي
محمد حبيبي هو كاتب وناقد سعودي ولد عام 1968م. صدر له عدد من الدواوين الشعرية والمؤلفات النقدية منها ديوان (تظلني ضحكتك)، وكتاب (الاتجاه الإبتداعي في الشعر السعودي الحديث). وهو حاصل على جائزة الشاعر محمد الثبيتي للإبداع في دورتها الرابعة عام 2021.

## التعليم
- حاصل على الدكتوراه الفلسفة في اللغة العربية وآدابها من كلية الآداب في جامعة الملك سعود عام 2004.
- حاصل على الماجستير في الأدب العربي من جامعة أم القرى.[2]

## العمل
عضو هيئة تدريس في جامعة جازان.

## مؤلفاته
| الاسم                                                               | دار النشر             | تاريخ النشر | عدد الصفحات | ردمك ISBN              | المصدر               |
| ------------------------------------------------------------------- | --------------------- | ----------- | ----------- | ---------------------- | -------------------- |
| انكسرتُ وحيدًا                                                        | دار الجديد            | 1996        | 87          |                        | [ 3 ] [ 4 ] [ 5 ]    |
| أطفئ فانوس قلبي                                                     | دار ومكتبة عدنان      | 2005        | 370         |                        | [ 6 ] [ 7 ] [ 8 ]    |
| الموجدة المكية                                                      | مؤسسة الانتشار العربي | 2007        | 71          | (ردمك 139953476012)    | [ 9 ] [ 10 ] [ 11 ]  |
| جالسا مع وحدك                                                       | مسعى للنشر والتوزيع   | 2011        | 88          | (ردمك 139789933440190) | [ 12 ] [ 13 ] [ 14 ] |
| تأريخ القدامى للشعر إلى نهاية القرن الرابع: مدّونة المرزباني أنموذجاً | نادي تراث الإمارات    | 2012        |             |                        | [ 15 ]               |
| سوانح: مقالات الشاعر علي بن أحمد النعمي                             | الدار العربية للعلوم  | 2017        |             |                        | [ 16 ]               |
| تظلني ضحكتك                                                         | مؤسسة الإنتشار العربي | 2018        | 103         | (ردمك 9789953931883)   | [ 17 ] [ 18 ]        |
| الاتجاه الإبتداعي في الشعر السعودي الحديث                           | الدار العربية للعلوم  | 2019        |             |                        | [ 19 ]               |

## الجوائز
فاز بجائزة الشاعر محمد الثبيتي للإبداع في دورتها الرابعة عام 2021، ومنحه جائزة التجربة الشعرية على مجمل أعماله ودوره الثقافي.